# Tomáš Löbl
Tomáš Löbl (* 16. prosince 1985, Praha) je český muzikálový herec, zpěvák a skladatel.
Na konci roku 2019 vydal první část EP jménem [UN]believLÖBL se dvěma singly - Párkrát, Společnou cestou.

## Biografie
Po úspěšném absolvování gymnázia v Říčanech, kam se s rodiči přestěhoval už v roce 1986, začal studovat na Vysoké škole ekonomické v Praze, obor Podniková ekonomie a management. Zde získal titul Bc. a navazující magisterské studium absolvoval v roce 2011 na Vysoké škole finanční a správní, kde získal titul Ing. Už od roku 2004 ale také docházel na hodiny zpěvu na Ježkovu konzervatoř. K hudbě ho vedli už rodiče – od čtyř let zpíval, od devíti hraje na kytaru a od čtrnácti let se věnuje také klavíru.
V roce 2005 se zúčastnil druhé řady soutěže Česko hledá Superstar, kde se dostal až do semifinále a spolu s dalšími devíti semifinalisty vydal CD s názvem Semifinále TOP 10.
O rok později, v roce 2006 debutoval na filmovém plátně. Zahrál si druhou hlavní roli (postava Filipa) ve filmu Experti, po boku například Kryštofa Hádka, Petra Čtvrtníčka, Jiřího Bartošky nebo Michaely Maurerové. Natočil také festivalový film Tennis, který byl k vidění v Americe. Stal se finalistou soutěže Czechtalent Zlín 2007.

## Divadelní a muzikálové role
- DIVADLO KALICH
  - Voda (a krev) nad vodou (role ADAM)
  - Srdcový král (role Dean Hyde)
  - Atlantida (role – Martin)[3]
  - Pomáda (role – Doody, Roger)[4]
  - Osmý světadíl (role – Tomáš)[5]
- HUDEBNÍ DIVADLO KARLÍN
  - Dracula (role – Steven)
  - Carmen ( role – José)
  - The Addams Family (role – Lucas)
- GOJA MUSIC HALL
  - Les Misérables/Bídníci (Márius)[6]
  - Děti ráje (role – ml.Michal)[7][8]
- DIVADLO BROADWAY
  - Ať žije rokenrol (hlavní role – Ronny) [9]
  - Kat Mydlář (ml. Jessenius)[10]
- DJKT PLZEŇ
  - Limonádový JOE
  - Chicago
  - Koločava
  - Hledá se muž zn.: Bohatý
  - Zpívání v dešti
  - Uličnice
  - Kniha džungle
  - Gypsy
- DIVADLO SEMAFOR
  - muzikál Lysistrata
  - Kytice
  - Sukně smutnou jehlou spíchnutá
  - Pension Rosamunda
  - Nejveselejší tragédie
- OSTATNÍ
  - Seriál PŘÍSTAV – role Novák
  - Reklama Sládkova limonáda – zpěv – Den je krásný
  - Zájezdová verze muzikálu ze střední – HSM – hlavní postava Troy Bolton
  - Zpěv na různých akcích…
  - Moderace různých akcí, plesů